# Nootrópicos

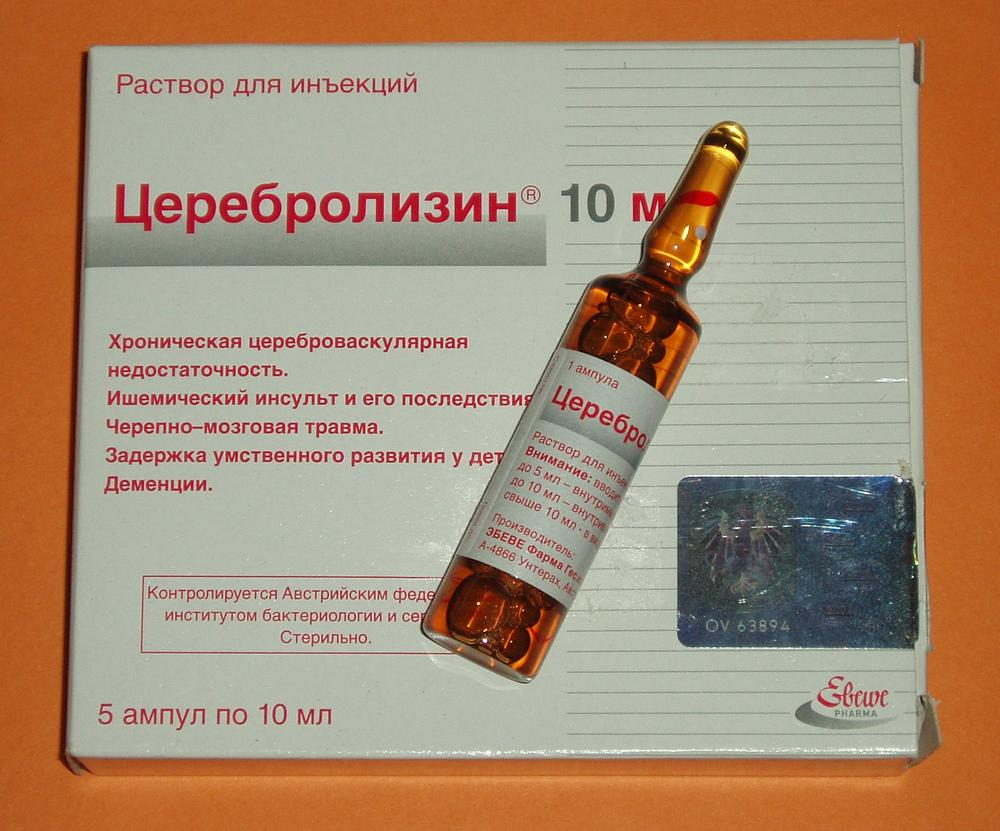
Cerebrolysin.

Los nootrópicos, también conocidos como estimulantes de la memoria o potenciadores cognitivos, son fármacos, medicamentos, drogas, suplementos, nutracéuticos o alimentos funcionales que elevan ciertas funciones mentales humanas (las funciones y las capacidades del cerebro) tales como la cognición, memoria, inteligencia, creatividad, motivación, atención y concentración. Se incluyen sustancias vasodilatadoras periféricas, agentes vasoactivos, activadores cerebrales, activadores de los neurotransmisores, neuroprotectores, neuroregeneradores, neuropéptidos, hormonas y vitaminas. En la mayoría de los casos el mecanismo de acción de los nootrópicos se desconoce. Se cree que los nootrópicos funcionan al alterar la disponibilidad de suministros neuroquímicos en el cerebro (neurotransmisores, enzimas y hormonas), mediante la mejora o activación del metabolismo cerebral, o estimulando el crecimiento neuronal (neurogénesis).

## Etimología
La palabra nootrópico fue acuñada en 1972 por el Dr. Corneliu E. Giurgea, y deriva de las palabras griegas nous (‘mente’) y tropos (‘dirección’).

## Concepto
El Dr. Giurgea, en 1982, elaboró una definición práctica de los nootrópicos. Denominó a los mismos como aquellos fármacos psicoactivos que mejoran la actividad integradora encefálica superior, siendo su perfil farmacodinámico el siguiente:
- favorecen el aprendizaje y protege frente a aquellos agentes que lo impiden (hipoxia, electrochoque);
- facilitan la transferencia de información interhemisférica;
- incrementa la resistencia del cerebro frente a la agresión;
- incrementan el tono del control córtico-subcortical;
- carecen de efectos sedantes o estimulantes.

Según esta definición, solamente se pueden considerar nootrópicos la piritioxina y el piracetam y sus análogos. Ante esta la definición conservadora, no obstante, en el ambiente académico de las neurociencias se consideran otros fármacos dentro de la categoría, como la codergocrina, dihidroergotoxina, meclofenoxato (o centrofenoxina), vincamina, vinpocetina y naftidrofuril.
El resto de sustancias, drogas, fármacos y suplementos con algún tipo de efecto psicoactivo —la mayor parte de las especificadas en este artículo— no serían consideradas estrictamente como nootrópicas.
Anteriormente, Skondia en 1979 sugirió seis criterios básicos, quizás la definición más rigurosa en términos de actividad metabólica en el cerebro, para definir los agentes nootrópicos. De acuerdo con esta definición, un nootrópico debe :
1. carecer de efecto vasodilatador directo;
2. carecer de efectos que alteren el patrón electroencefalográfico;
3. ser capaz de cruzar la barrera hemato-encefálica;
4. poseer pocos o ningún efecto secundario;
5. demostrar actividad metabólica;
6. haber sido sometido a múltiples ensayos clínicos que establezcan el modo de acción farmacológico.

Un nootrópico ideal, sobre la base de estas definiciones, debería reunir los siguientes requisitos:
- que incremente el metabolismo cerebral de forma demostrable en humanos;
- que proteja las células nerviosas contra la hipoxia;
- que no tenga influencias en el patrón normal del EEG;
- mínimos efectos secundarios y buena tolerancia en la población anciana;
- sin efectos sedantes, tranquilizantes o estimulantes.

El efecto primario de los nootrópicos es incrementar la función cognitiva del telencéfalo. Estas sustancias actúan como potenciadores metabólicos del sistema nervioso central, facilitando la utilización de glucosa, transporte de oxígeno y la rotación de energía (equilibrio entre el ADP/ATP).
Todavía no hay consenso científico en la definición de nootrópico y su mecanismo de acción necesita ser clarificado en la mayoría de los casos. Se conoce poco del mecanismo neuroquímico de los nootrópicos y el entendimiento de los mismos necesita de una aproximación multifacética, mediante disciplinas como la neuroquímica, farmacología y psico-farmacología.
Los nootrópicos se asocian a otras drogas psicotrópicas: psicolépticos (hipnóticos, neurolépticos y ansiolíticos), psicoanalépticos (estimulantes del SNC, antidepresivos y nootrópicos), y psicodislépticos (alucinógenos como algunos opiáceos, LSD, y cannabinoides).

## Controversia
La eficacia de las sustancias nootrópicas, en la mayoría de los casos, no se ha determinado concluyentemente.[cita requerida] Esto se complica por la dificultad de definir y cuantificar la cognición y la inteligencia.[cita requerida].
En este sentido, los resultados clínicos son contradictorios. Como ejemplo, un estudio de metaanálisis del 2002 que revisó la literatura científica de uno de los nootrópicos más estudiados, el piracetam, evidenció eficacia clínica superior al placebo para el tratamiento del deterioro cognitivo. Posteriormente, en el 2004, una revisión Cochrane concluyó que no existía evidencia para apoyar su uso en el tratamiento de personas con demencia o deterioro cognitivo, matizando que las mejorías mostradas se reducen a aspectos de impresión global pero sin efectos en medidas específicas de la función cognitiva.

### Terapéutica en geriatría
Los geriatras consideran que algunos de los nootrópicos y vasodilatadores más utilizados en clínica (entre ellos piracetam, nicergolina, citicolina, etc.) son de prescripción inapropiada para los ancianos por ser de eficacia muy dudosa y no estar exentas de riesgos para la salud.Por otra parte, respecto a los vasodilatadores periféricos, las indicaciones están mal definidas, los estudios clínicos mal diseñados y con importantes deficiencias en la metodología (no aleatorios, no controlados, sin doble ciego, escaso número de pacientes, etc), por lo que la evidencia de la eficacia terapéutica de los vasodilatadores periféricos en la población anciana es dudosa, confusa, contradictoria e insuficiente.Algunos agentes nootropos y/o activadores de los neurotransmisores (dihidroergocristina mesitalo, co-dergocrina, cetiedilo, piracetam, piritinol, citicolina) sí muestran capacidad terapéutica paliativa y podrían ser útiles para aliviar parcialmente la sintomatología asociada a la demencia senil tipo Alzheimer en algunos pacientes, fundamentalmente mejorando la memoria y el comportamiento, pero en ningún caso se ha demostrado su influencia sobre el estado general de los pacientes y/o la progresión de la enfermedad.
En el tratamiento de las demencias se emplean distintas posibilidades terapéuticas, aunque muchas de ellas no han demostrado su eficacia o esta es limitada. Entre los distintos grupos de fármacos se emplean vasodilatadores, potenciadores del metabolismo neuronal, hormonas y vitaminas, potenciadores o antagónicos de algunos neurotransmisores, quelantes, nootrópicos, neuropéptidos, y psicofármacos. Para la enfermedad de Alzheimer, además de los tres fármacos inhibidores de acetilcolinesterasa (donepezilo, rivastigmina y galantamina) y de un antagonista del receptor glutamatérgico NMDA (memantina), se pueden emplean inhibidores de beta y gamma secretasas, reguladores del colesterol, inhibidores de las caspasas que eviten la muerte apoptótica, agentes quelantes de metales (cobre y zinc), antiinflamatorios, neurotrofinas, inmunoterapia y fármacos que inhiban la resistencia a la insulina cerebral.

## Acciones principales
Típicamente, los nootrópicos realizan la tarea de elevar la fuente de los compuestos neuroquímicos en el cerebro (neurotransmisores, enzimas y hormonas), mejorando el suministro de oxígeno al cerebroo estimulando el crecimiento neuronal.

## Estrategias generales
En líneas generales se intenta proveer al organismo los precursores y cofactores que necesita para producir neurotransmisores. Las mejoras en los niveles de estos neurotransmisores mejora la concentración, el foco mental, la capacidad del cálculo, la codificación de la memoria, creatividad, humor, y puede prevenir, incluso curar, la mayoría de depresiones. Los cuatro neurotransmisores principales son acetilcolina, dopamina, norepinefrina y serotonina.
Se observa que el ejercicio cardiovascular realizado habitualmente también tiene efectos nootrópicos, aumentando la capacidad del cuerpo de proveer oxígeno a las células del cerebro y estimulando la expresión del factor neurotrófico derivado del cerebro (BDNF). El ejercicio es altamente sinérgico con la suplementación alimenticia.

## Sustancias nootrópicas
Las fármacos nootrópicos están generalmente disponibles por prescripción o por importación personal. Las otras sustancias nootrópicas enumeradas abajo son suplementos alimenticios o componentes de plantas fitoterapéuticas, y están disponibles generalmente en los almacenes de alimentos naturistas, herbolarios, centros dietéticos y tiendas de comestibles. El término fármaco aquí se utiliza como designación legal, y no indica mayor eficacia. Los efectos, la eficacia, y la potencia de los nootrópicos difieren de una sustancia a otra y entre diferentes individuos. Ver las descripciones de la sustancia abajo para más detalle.

### Activadores cerebrales
El pensamiento es una tarea biológica exigente. Implica el uso de neuronas que requieren gran cantidad de neurotransmisores, y aun cuando estos son reutilizables hasta cierto punto, se agotan. El agotamiento de los neurotransmisores da lugar generalmente a un funcionamiento mental reducido, que puede incluir dificultades de concentración, razonamiento retardado, eficacia para aprender disminuida, deterioro en la memoria, coordinación reducida, alteración del humor y fatiga mental. Esto también aumenta generalmente la probabilidad de error humano en tareas y actividades. La tensión hace que los neurotransmisores se agoten más rápidamente. Los neurotransmisores del cerebro necesitan ser renovados con frecuencia por el organismo mediante los nutrientes ingeridos en la dieta. Mantener los neuroquímicos en niveles óptimos tiene un efecto correspondiente en el funcionamiento del cerebro, como mejora de la agilidad mental, incluso más allá de los límites normales del individuo.
Con en el envejecimiento, se declina la capacidad de producir y de mantener niveles óptimos de neurotransmisores.
Los nootrópicos descritos a continuación tienen diferentes y múltiples modos de actuación y su mecanismo de acción aún no están bien definido en la mayoría de los casos. En general se engloban dentro de la categoría de activadores cerebrales, reactivadores neurocerebrales o activadores de los neurotransmisores, que mejoran o modulan el metabolismo cerebral o estimulan la síntesis de determinados neurotransmisores relacionados con el desempeño de la función cognitiva.

#### Colinérgicos
Los colinérgicos son sustancias que afectan al neurotransmisor acetilcolina o los componentes del sistema nervioso que utilizan la misma. La acetilcolina está ampliamente distribuida en el sistema nervioso central, donde tiene una variedad de efectos neuromoduladores implicados en neuroplasticidad, excitación, y recompensa. El daño del sistema colinérgico (producción de acetilcolina) se ha asociado con el deterioro de la memoria de la enfermedad de Alzheimer.
La acetilcolina facilita la formación de la memoria, la concentración, la atención, y los procesos mentales superiores (pensamiento, cálculo, innovación, creatividad, etc.). El aumento de la disponibilidad de este neurotransmisor en el cerebro puede mejorar estas funciones y aumentar la duración a la cual pueden ser requeridas sin retraso o detención. Un exceso en el cerebro de acetilcolina puede tener el efecto opuesto, reduciendo más bien, en lugar de mejorar, el funcionamiento mental temporalmente. Los nootrópicos colinérgicos incluyen precursores y cofactores (componentes esenciales de la molécula acetilcolina), inhibidores de la enzima acetilcolinesterasa (colinesterasa predominante en el cerebro), inhibidores de la recaptación y potenciadores, y agonistas.
- Precursores
  - Colina: precursor de la acetilcolina y fosfatidilcolina.
  - Compuestos de colina: bitartrato, citrato y cloruro de colina, cuya biodisponibilidad varía según el mismo.
  - Lecitina y sus componentes, fosfatidilcolina y fosfatidilserina.
  - DMAE (Dimetiletanolamina): tratamiento aprobado para el ADD/ADHD; precursor de la acetilcolina; agente colinérgico; favorece la eliminación de lipofuscina del cerebro; antidepresivo.
  - Alfa-GPC (L-alfa glicerilfosforilcolina o alfoscerato de colina): compuesto de colina que se encuentra de forma natural en el cerebro. Es también un precursor parasimpaticomimético y por tanto colinérgico. Puede ser un tratamiento potencial de la enfermedad de Alzheimer y la demencia. Cruza fácilmente la barrera hematoencefálica.
  - Centrofenoxina (también conocido como meclofenoxato): agente colinérgico; fármaco utilizado para tratar los síntomas de la demencia senil y la enfermedad de Alzheimer.
- Cofactores o intermediarios
  - Acetil-L-carnitina (ALCAR): cofactor de la acetilcolina, que dona la porción del acetilo a la molécula de la acetilcolina.[13] En roedores, ha mostrado efectos colinérgicos en el núcleo estriado e hipocampo.[14] Además transporta los ácidos grasos a través de las membranas celulares y el citosol, hacia las mitocondrias de las células, donde las grasas experimentan la oxidación para producir ATP, la molécula universal de la energía. Es sinérgico con el ácido lipoico.
  - Vitamina B5 (ácido pantoténico): cofactor en la conversión de colina a acetilcolina; además aumenta la resistencia y la energía.
  - CDP-Colina (citicolina; citidina 5'-difosfocolina): intermediario en la síntesis de fosfatidilcolina a partir de la colina; nootróopico psicoestimulante y neuroprotector; mantiene la reserva energética neuronal e inhibe la apoptosis; puede ser beneficiosa para frenar el deterioro de la memoria consecuente al empobrecimiento de las condiciones ambientales; puede mejorar la concentración y los procesos cognitivos; posiblemente útil en el tratamiento del trastorno por déficit de atenció
- Inhibidores de la acetilcolinesterasa
  - Galantamina: alcaloide con efecto inhibidor selectivo, competitivo y reversible de la acetilcolinesterasa (AchE) y actividad colinérgica; indicada para enfermedad de Alzheimer y deterioro cognitivo leve-moderado.
  - Rivastigmina: fármaco parasimpatomimético aprobado para el tratamiento de la demencia tipo Alzheimer y demencia asociada a la enfermedad de Parkinson.
  - Donepezilo: fármaco inhibidor específico y reversible de acetilcolinesterasa. Aprobado para el tratamiento de la enfermedad de Alzheimer.
  - Tacrina: actúa centralmente como anticolinesterasa y agonista colinérgico indirecto (parasimpatomimético). Aprobada para el tratamiento de la enfermedad de Alzheimer.
  - Ipidacrina.
  - Huperzina A: alcaloide inhibidor de la acetilcolinesterasa, presente en el musgo chino Huperzia serrata.
  - Salvia rosmarinus.
  - Salvia officinalis.
  - Celastrus paniculatus.
  - Lycoris radiata: sus alcaloides muestran propiedades inhibidoras de la acetilcolinesterasa.[15]
  - Cannabis sativa: algunos estudios sugieren que tiene propiedades inhibitorias de la AChE por lo que se ha propuesto como tratamiento de la enfermedad de Alzheimer;[16] posee efecto ansiolítico y sedante, y es un posible neuroprotector e inductor de la neurogénesis;[17] potencialmente neurotóxico por uno de sus componentes, el THC.[18]
  - Fisostigmina: alcaloide colinérgico inhibidor reversible de la AChE que se propuso inicialmente como tratamiento del Alzheimer, puesto que en esta enfermedad hay un déficit colinérgico del sistema nervioso central; no obstante, la fisostigmina no muestra beneficios convincentes y los efectos adversos son frecuentes, por lo que se ha descartado como tratamiento válido.[19]
- Inhibidores de la recaptación y potenciadores:
  - Coluracetam.
  - Piracetam.
  - Oxiracetam.
  - Pramiracetam.
  - Sulbutiamina.
  - Ginsenósidos: el ginsenósido Rb1 facilita la liberación of acetilcolina en el SNC, en estudios in vivo, lo que puede estar relacionado con su capacidad para prevenir déficit de memoria.[20] La administración crónica de ginsenósido Rb1 provoca un aumento del número de sitios de captación de colina en el hipocampo, y en menor medida en la corteza.[21]
- Agonistas:
  - Arecolina.
  - Oxotremorina.
  - Isproniclina.
  - Nicotina.
  - AR-R17779.
  - GTS-21.
  - PHA-543,613.
  - SSR-180,711.
  - WAY-317,538.
  - Citisina, N-fenil-citisina-12-carbamida.
  - Betanecol: agonista colinérgico que estimula los receptores muscarínicos; no cruza la barrera hemato-encefálica; no muestra utilidad para tratar la demencia en pacientes con Alzheimer, pero sí posibles mejoras en el humor y la conducta.[22]

#### Racetamos
Los racetamos (o racetams en inglés) son compuestos estructuralmente similares, derivados del 2-Pirrolidona, a menudo comercializados como potenciadores cognitivos y vendidos sin prescripción facultativa. Los racetamos a menudo son relacionados con la clase de los nootrópicos, pero sus propiedades farmacológicas no han sido bien establecidas. Su mecanismo de acción es pobremente comprendido. Sin embargo se postula que el piracetam y aniracetam actúan como moduladores alostéricos positivos del receptor AMPA y parecen modular el sistema colinérgico.
- Piracetam: fármaco con prescripción (en Europa). El primer y más comúnmente medicamento tomado por sus efectos nootrópicos.[25][26] Es un agente colinérgico, sinérgico con DMAE, centrofenoxina, colina, e hidergina. Incrementa los niveles de energía y el metabolismo de las células del cerebro, y acelera el flujo de información interhemisférica (comunicación entre hemisferios derecho-izquierdo del cerebro).[27] Aumenta vigilancia,[28] mejora la concentración, y realza la memoria. Protege las neuronas contra la hipoxia[25] y estimula el crecimiento de los receptores de la acetilcolina. El Piracetam disminuye marcadamente la formación de lipofuscina neuronal.[29] Mejora la postura en la gente mayor.[30] No se regula en los Estados Unidos.
- Etiracetam: aumenta la vigilancia.[28]
- Nefiracetam (fármaco): análogo del piracetam, y facilita la neurotransmisión hipocampal.[31]
- Oxiracetam (fármaco): análogo del piracetam, y 2 a 4 veces más fuerte. Mejora memoria, concentración, y vigilancia.
- Pramiracetam (fármaco): quince veces más fuerte que el piracetam, del cual es un análogo.
- Coluracetam: puede también tener uso potencial en la prevención y el tratamiento de lesiones retinianas y del nervio óptico.
- Fenilpiracetam: en estudios con animales, muestra actividad anti-amnésica, antidepresiva, anticonvulsiva, antipsicótica, ansiolítica, y realza la memoria.

1. Otros racetamos: brivaracetam, dimiracetam, etiracetam, fasoracetam, imuracetam, levetiracetam, nebracetam, nicoracetam, rolipram, rolziracetam, seletracetam.

PRECAUCIÓN: niveles excesivos de acetilcolina cerebral derivado del uso de colinérgicos puede ser potencialmente dañino.

#### Glutamatérgicos

##### Receptor NMDA
Son aquellos que actúan en el sistema del glutamato modulando los receptores del glutamato NMDA. Los receptores NMDA además de ser muy abundantes en el sistema nervioso, están implicados en numerosas funciones, algunas de ellas tan importantes para el buen funcionamiento del cerebro como el aprendizaje, memoria y neuroplasticidad, mientras que en otras ocasiones están implicados en mecanismos de muerte neuronal o en enfermedades como la epilepsia.
- Memantina: fármaco utilizado para tratar la enfermedad de Alzheimer que actúa sobre el sistema glutamatérgico mediante el bloqueo de los receptores NMDA de glutamato.
- Milacemida (profármaco): mejora la atención selectiva, vigilancia, la memoria. Influye en el receptor NMDA asociado a la memoria a largo plazo.

##### Receptor AMPA
Las ampakinas son una clase de novedosos compuestos nootrópicos, aún en fase de investigación, que actúan en el sistema del glutamato modulando los receptores del glutamato AMPA, que al igual que los racetamos mejoran la capacidad de atención y alerta, y facilitan las funciones cognitivas. Están indicados para la enfermedad de Alzheimer, la enfermedad de Parkinson, la esquizofrenia, la depresión resistente al tratamiento (TRD) o trastornos neurológicos como el déficit de atención con hiperactividad (TDAH).
- Aniracetam (fármaco): análogo del piracetam, y 4 a 8 veces más potente. Al igual que el piracetam, el aniracetam protege a la memoria de los compuestos químicos que la deterioran, tales como el dietilditiocarbamato y la clonidina.[33] También como el piracetam, el aniracetam puede realzar la memoria en ancianos[34] aumentando los niveles de los monoaminos biogénicos del cerebro, que son beneficiosos para la memoria y el aprendizaje. Ambos (Aniracetam y piracetam) tienen uso terapéutico en tratar el síndrome alcohólico fetal.[35]
- Sunifiram.
- Unifiram.
- CX-516.
- CX-546.
- CX-717.
- Org 26576.
- S-18986.
- IDRA-21.

#### AMPc
El adenosín monofosfato cíclico (AMPc) es un segundo mensajero cuyo incremento mediante agentes nootrópicos mejora ciertos aspectos de la memoria y el aprendizaje. En estos se incluyen inhibidores de la enzima PDE4 (fosfodiesterasa tipo 4), que previenen el catabolismo del AMPc, y forskolina, un estimulante de la adenilil ciclasa.
- Propentofilina: inhibidor no selectivo de la fosfodiesterasa y bloqueador de la adenosina. Potenciador cognitivo que se ha propuesto como agente en el tratamiento de la demencia.[36]
- Rolipram: inhibidor de la PDE4, que muestra mejoras cognitiva en el aprendizaje y memoria;[37] en concreto mejora en la alerta, memoria a largo plazo, y propiedades neuroprotectoras.
- Mesembrina: inhibidor de la PDE4 con actividad serotonérgica.
- Forskolina: un estimulante de la adenilato ciclasa.

### Vasodilatadores periféricos y agentes vasoactivos
Se incluyen en esta categoría sustancias que incrementan la circulación general y periférica (microcirculación cerebral).
- Ginkgo biloba (planta): uno de los vasodilatadores periféricos más utilizados en clínica y por la población. Incrementa la circulación sanguínea general y periférica. Contiene además flavonoides con efecto antioxidante. Sus efectos nootrópicos para el tratamiento del alzhéimer, el párkinson y la demencia senil actualmente se han puesto en duda sobre la base de algunas publicaciones científicas.
- Vincamina: alcaloide con efecto farmacológico nootrópico que se extrae del arbusto Vinca minor. Es un oxigenador cerebral, facilita la circulación a nivel cerebral y es antihipertensivo. La vinpocetina es el análogo sintético de la vincamina, con actividad farmacológica similar que refuerza la microcirculación cerebral, mejorando el aporte de oxígeno y glucosa a las células del cerebro.
- Naftidrofuril: es un fármaco utilizado en el tratamiento de los trastornos periféricos y cerebrovasculares.
- Nicergolina: derivado comercial del hongo cornezuelo, usado para tratar la demencia senil y otros trastornos con orígenes vasculares. También se ha usa para aumentar la vigilancia y agilidad mental, así como para realzar la claridad y el análisis.[28] Disminuye la resistencia vascular y aumenta el flujo sanguíneo arterial en el cerebro, mejora la utilización de oxígeno y glucosa por las células cerebrales.
- Niacinato de xantinol: fármaco resultante de la combinación de la niacina con el xantinol, ambos vasodilatadores; aumentan el flujo sanguíneo al cerebro.
- Nimodipina: antagonista del Calcio. Indicada para tratar el daño neurológico y trastornos cerebrovasculares como déficit isquémico, ataque isquémico agudo y hemorragias cerebrales. También se usa para el tratamiento de los síntomas de la demencia senil, síndrome cerebral orgánico e hipertensión.

### Otros agentes
Sustancias, suplementos y fármacos que mejoran el metabolismo general del cerebro, incrementando el aporte de oxígeno y glucosa, o siendo intermediarios del metabolismo.
- Piritinol: fármaco que facilita el aporte de oxígeno y glucosa al cerebro, permitiendo que esta pase más fácilmente a través de la barrera hemato-encefálica. Mejora la función general del cerebro. Es también un antioxidante de gran alcance que limpia los radicales oxhidrilos creados en los mismos procesos.
- Cromo: estabiliza los niveles de glucemia en sangre promoviendo la concentración.
- Coenzima Q10 (ubiquinona): incrementa el oxígeno transportado hacia las mitocondrias de las células. Retarda la demencia causada por la edad.
- Creatina: incrementa los niveles de energía del cerebro a través de la producción de ATP.
- Inositol.

## Neuroregeneración y neuroprotección

### Neuroregeneración
- Bacopa monnieri (brahmi): hierba que aumenta la síntesis de proteínas del cerebro, interviene en la reparación neural, y al estimular el funcionamiento de las neuronas incrementa la capacidad de memorización y aprendizaje.
- Cerebrolisina: un agente peptídico neuroprotector y neurotrófico. Su uso para tratar la enfermedad de Alzheimer está aprobado en algunos países. Es un factor natural de crecimiento regenerador del tejido nervioso del hipocampo. Mejora la memoria, concentración y estado anímico.(Iznak y col., 2010).
- Hericium erinaceus (melena de león): estimula la mielinización en ensayos in vivo.[38] Estimula el factor de crecimiento nervioso en experimentos in vitro con células astrocitoma en humanos.[39] También puede incrementar la función cognitiva.[40]
- Ibedenona: estimularía el crecimiento neuronal; tiene los mismos efectos que la coenzima Q-10 sin sus efectos secundarios dañinos. Mejora el aprendizaje y la memoria en experimentos con ratones; en humanos los experimentos muestran resultados inconsistentes.
- Mesilato ergoloide: fármaco mímico del factor neurotrófico. Es un antioxidante de gran alcance capaz de impedir la apoptosis cerebral en casos de paro cardíaco.[28] Estimula los receptores dopaminérgicos y serotoninérgicos bloqueando los adrenorreceptores alfa y modifica la neurotransmisión cerebral, mejorando el metabolismo y reduciendo el tiempo de circulación cerebral. Se utiliza casi exclusivamente para tratar pacientes con demencia o con deterioro cognitivo asociado al envejecimiento.[41]
- Noopept.
- Pregnenolona (hormona neuroesteroidea): los neuroesteroides afectan el funcionamiento sináptico, son neuroprotectores, y mejoran la mielinización. La pregnenolona y su ester de sulfato están siendo investigados por su potencial para mejorar el funcionamiento cognitivo y la memoria. Precursor de la dehidroepiandrosterona (DHEA).
- SAM-e (s-adenosil metionina): crucial para la regeneración celular[42] (implicado en la metilación del ADN; también está implicado en la biosíntesis de dopamina y serotonina).[43]

### Neuroprotección y neurorregulación
- Acetilcisteína (L-cisteína): precursor del antioxidante glutatión[44]
- Acetil-L-carnitina: inhibe la formación de lipofuscina.[45] Se ha sugerido su utilidad en la enfermedad de Alzheimer, depresión y falta de memoria senil.[46][47][48][49]
- Ácido lipoico: muestra actividad antioxidante por lo que puede ralentizar el envejecimiento. Se ha sugerido que puede mejorar o prevenir la aparición del deterioro cognitivo relacionada con la edad, como la demencia senil y el alzhéimer, aunque recientes investigaciones no avalan tal utilidad.[50] Interviene junto con las vitaminas del grupo B en el metabolismo.
- Cannabidiol y tetrahidrocannabinol: el cannabidiol (no psicoactivo) y el tetrahidrocannabinol (psicotrópico) tienen propiedades antioxidantes.[51]
- Celastrus paniculatus (hierba): el aceite de sus semillas, que contiene ácidos grasos y alcaloides, se usa en la medicina ayurvédica y unani como tónico nervioso; tiene acción sedante y antidepresiva e incrementa la memoria; esta acción se asocia a sus propiedades neuroprotectoras,[52] antioxidantes[53] y su actividad colinérgica.[54]
- Glutatión.
- Sesamol.
- Semax: neuropéptido neuroregulador, neuromodulador y neuroprotector.
- Rasagilina (fármaco): se usa sola o en combinación con otro medicamento para tratar los síntomas de la enfermedad de Parkinson. Es un inhibidor tipo B de la monoamino oxidasa (MAO). Muestra propiedades neuro-protectoras, antiapoptópicas y protege de los radicales libres (antioxidante).
- Selegilina: utilizada en la enfermedad de Parkinson, la depresión y la demencia senil. Protege y retrasa el envejecimiento de las células del cerebro. Junto con el piracetam y el meclofenoxato, la selegilina disminuye la concentración de los pigmentos lipofuscina y ceroide en el cerebro mejorando la actividad de reciclaje y renovación celular. Por lo tanto puede retrasar la aparición de enfermedades neurodegenerativas.
- Inositol: estabilizador de membrana. Consolida las neuronas, haciéndolas menos susceptibles al daño.
- Piritinol (fármaco): antioxidante de gran alcance que limpia los radicales oxidrilos. También eleva el oxígeno y la glucosa en el cerebro permitiendo que la glucosa pase más fácilmente a través de la barrera hemato-encefálica. Mejora la función general del cerebro.
- Uncaria tomentosa: en experimentos in vitro con roedores inhibe el depósito de la proteína beta-amiloide[55] que se asocia al Alzheimer.
- Vitamina C.

## Realce de la memoria y mejora del aprendizaje
Todos los estimulantes enumerados arriba se utilizan para mejorar la memoria (codificación y memoria), al igual que todo los nootrópicos que mejoran el funcionamiento general del cerebro en categorías tales como la energía del cerebro y mejora de la fuente de oxígeno, y la estimulación y protección del crecimiento neuronal.
Otros agentes nootrópicos con efectos específicos sobre la memoria incluyen:
- Bacopa monnieri (brahmi) hierba que eleva la curiosidad, realza la memoria y la concentración.[56] El brahmi también protege contra la amnesia inducida por los productos químicos tales como la escopolamina o la pérdida de memoria debido a las convulsiones por shocks eléctricos.[56] Es una medicina ayurvédica tradicional.
- Romero (Salvia rosmarinus): tiene una antigua fama en la medicina tradicional de mejorar la memoria.[57] Su actividad está relacionada con la inhibición de la acetilcolinesterasa (AChE).[58]
- Butea frondosa: esta planta se ha usado en la de la medicina hindú como una planta que aumenta la memoria y como rejuvenecedor. La Butea frondosa muestra acción adaptogénica (con efecto ansiolítico y sedante) y es un nootrópico de acción débil que mejora el aprendizaje y la memoria.[59]
- Vasopresina: hormona, fármaco con prescripción.
- Dextroanfetamina: estimulante de la familia de las anfetaminas; indicado para controlar los síntomas de trastorno por déficit de atención con hiperactividad y la narcolepsia; aumenta la concentración y el rendimiento en pruebas cognitivas.[60]
- PRL-8-53: compuesto sintético derivado del ácido benzoico y la fenilmetilamina con presuntos efectos hipermnésicos.
- IDRA-21: en estudios realizados en animales ha mostrado efectos nootrópicos, mejorando significativamente el aprendizaje y la memoria.

### Plantas y frutos
Las siguientes plantas y frutos se han relacionado tradicional y actualmente, sobre la base de estudios de laboratorio, como potenciadoras de la memoria:
- Haba (Vicia faba): rica en lecitina y colina, precursor de la acelticolina.[61]
- Fenogreco (Trigonella foenum-graecum): planta que aporta abundante colina.[61]
- Soja (Glycine max): elevado contenido en lecitina.[61]
- Nuez (Juglans regia).
- Panax ginseng: estimulante vasomotor y del SNC.[61]
- Romero (Salvia rosmarinus): combate los radicales libres al igual que la salvia, además de mostrar actividad colinérgica.[61]
- Hinojo (Foeniculum vulgare): su aceite posee propiedades antioxidantes que ayudan a evitar el daño que los radicales libres.[61] Al igual que la salvia tiene actividad colinérgica.[62]
- Ortiga (Urtica): pre-estrogénica, lo que puede mejorar la fluidez mental y la memoria.[61]
- Tomillo (Thymus).
- Verbena.
- Salvia officinalis: además de sus propiedades antioxidantes, sus principios activos inhiben la enzima acetilcolinesterasa por lo que mantiene los niveles de acetilcolina en el cerebro. Mejora la memoria, el humor, disminuye la ansiedad y demuestra cierta eficacia para tratar la enfermedad de Alzheimer.[63]
- Orégano (Origanum vulgare).
- Milenrama (Achillea millefolium).
- Malvavisco.
- Brécol (Brassica oleracea var. italica).
- Coliflor (Brassica oleracea var. botrytis).
- Zanahoria (Daucus carota).
- Vincapervinca.
- Anís.
- Antocianina.
- Bayas y frutas: tales como arándanos, frambuesas, uvas, pasas, grosellas, fresas, ciruelas, por su alto contenido en flavonoides y polifenoles, que aumentan el riego sanguíneo hacia el sistema nervioso y poseen propiedades antioxidantes y antiinflamatorias.[64][65]
- Cacao (Theobroma cacao), por su contenido en flavonoides y antioxidantes.
- Esencia de menta: es un eficaz estimulante mental.
- Rabitos de pasa.

## Antidepresivos, ansiolíticos, adaptogénicos y eutimizantes
La depresión afecta negativamente al funcionamiento cognoscitivo. Las sensaciones de tristeza, culpabilidad, desamparo, desesperación, ansiedad, y miedo causado por la depresión dificultan el pensamiento productivo, mientras que la apatía (que también es inducida por la depresión) es la carencia de motivación y de ánimo (como la curiosidad, el interés, la determinación, etc.). Otros síntomas incluyen patrones alterados de sueño, fatiga y pérdida de energía mental, problemas de concentración, dificultad en la toma de decisiones, y enlentecimiento generalizado en los mecanismos cognoscitivos, incluyendo la memoria. Obviamente una mejora en el humor repercute en la esfera mental, la inteligencia y el funcionamiento mental, y por lo tanto, como prevención de la depresión estas son estrategias nootrópicas eficaces. Hay una alta correlación entre la depresión y una reducción o un agotamiento de los neurotransmisores (dopamina, acetilcolina, y serotonina) en el cerebro, por lo tanto no sorprende que el aumento de neurotransmisores alivie (o por lo menos reduce los síntomas) la mayoría de estados depresivos. La tensión o estrés es otro factor importante en el agotamiento de los neurotransmisores, siendo causa y efecto de ello (creando un círculo vicioso), por lo tanto las sustancias anti-estrés son también estrategias nootrópicas muy útiles.
Todos los «enérgicos» enumerados abajo se usan para aumentar la tolerancia al estrés y para aliviar la depresión (modulando la fuente de neurotransmisores específicos en el cerebro), especialmente cuando son utilizados en combinación de precursor/co-factor.
A continuación, se indican fármacos, compuestos y plantas medicinales, algunas con ciertas propiedades nootrópicas, con efecto antidepresivo, ansiolítico, eutimizante y adaptogénico que influyen en el humor y la respuesta del organismo al estrés.
- Hierba de San Juan (hierba): sus componentes activos, la hipericina y la hiperforina, están indicados clínicamente para tratar la depresión de intensidad leve a moderada.
- Té (hierba): contiene cafeína, teofilina y teanina; eleva ligeramente la tensión sanguínea; en menor medida tiene efectos similares a la cafeína.
  - Teanina (aminoácido): encontrado en el té. Aumenta los niveles de serotonina y dopamina en el cerebro.
- Ácido nicotínico (vitamina B3): reforzador moderado de la concentración y de la memoria. Vasodilatador. Estabilizador del humor, con un efecto ansiolítico de gran alcance, quizás el mejor y más inmediato mitigador de la tensión (obsérvese que otras vitaminas del complejo B no tienen este efecto). Efectos secundarios: trastorno gástrico (que se previene y se trata fácilmente con antiácidos), aumento de la presión arterial (causada por la vasodilatación), y sensación de picazón en la piel causada por la histamina.
- Selank: neuropéptido nootrópico y ansiolítico de origen ruso, indicado para trastornos de ansiedad y posible estimulante de la memoria y el aprendizaje en personas sanas. Podría modular la expresión del factor neurotrófico derivado del cerebro.
- Adafenoxato: efecto ansiolítico en roedores, posiblemente también en humanos.[66]

Más específicamente, por un lado están los medicamentos que, o bien inhiben selectivamente la recaptación de ciertos neurotransmisores (dopamina, noradrenalina, serotonina), como es el caso de los medicamentos que inhiben la recaptación de serotonina (serotoninérgicos), los cuales principalmente están indicados para tratar trastornos mentales o síntomas comórbidos de estados seniles, como la demencia y Alzheimer; o fármacos que inhiben la degradación o el transporte de los neurotransmisores, como algunos de los dopaminérgicos.

### Serotoninérgicos
Los serotoninérgicos son las sustancias que afectan al neurotransmisor serotonina o los componentes del sistema nervioso que la utilizan. Se cree que la serotonina representa un papel importante como neurotransmisor en la inhibición de la ira, la agresión, la ansiedad, el humor, el sueño, la sexualidad, y el apetito. Estas inhibiciones están relacionadas directamente con síntomas de depresión.
Los serotonérgicos incluyen precursores y cofactores de la serotonina, e inhibidores de la recaptación de la serotonina (antidepresivos con acción ansiolítica):
- Triptófano (requiere la vitamina B6 y la vitamina C): aminoácido esencial. Precursor de la serotonina, encontrado en alta concentración en los plátanos y las aves de corral (especialmente pavos); también en la leche. Intervine en la regulación del sueño, proporcionando un sueño profundo; tiene efecto ansiolítico, y anti-estrés.

1. 5-HTP (5-hidroxitriptófano): la forma más biodisponible del triptófano; precursor de la serotonina; promueve el sueño relajado.
2. Griffonia simplicifolia: una fuente natural de 5-HTP (una alternativa libremente disponible en los países donde el 5-HTP no es legal).

- Receptor 5-HT2A: los agonistas tales como el LSD y el 2C-T-7 han demostrado que producen efectos nootrópicos cuando son utilizados en una dosis mucho más baja que una de alucinógenos. (por ejemplo, 10 µg de LSD o 1 mg de 2C-T-7, 1/25 de una dosis «normal»).
- Inhibidores de la recaptación de serotonina: antidepresivos que mantienen el nivel de serotonina mediante la inhibición de su recaptación, con posibles efectos nootrópicos. Entre ellos fluoxetina, paroxetina,sertralina, venlafaxina, mirtazapina, etc.

### Dopaminérgicos
Los dopaminérgicos son sustancias que afectan al neurotransmisor dopamina o los componentes del sistema nervioso que la utilizan. En los lóbulos frontales, la dopamina controla el flujo de información desde otras áreas del cerebro. Los desórdenes de dopamina en esta región del cerebro pueden causar un declinamiento en las funciones neurocognitivas, especialmente la memoria, atención, y resolución de problemas. La dopamina se produce en las síntesis de todos los neurotransmisores catecolamínicos, y es el tope que limita el paso para esta síntesis.
Los nootrópicos dopaminérgicos incluyen precursores y cofactores de dopamina, agonistas de los receptores, agentes liberadores, e inhibidores del transporte y recaptación de la misma:
- Selegilina: fármaco antiparkinsoniano y antidepresivo, utilizado para el tratamiento de las primeras etapas de la enfermedad de Parkinson, la depresión y la demencia senil. Es un inhibidor irreversible de la MAO B (una enzima que metaboliza la dopamina) y por tanto eleva parcialmente la dopamina.
- Cabergolina: potente ergolina agonista de los receptores de dopamina. De forma off label se utiliza como paliativo de algunos efectos secundarios de los antidepresivos tipo ISRS.
- Pemolina: psicoestimulante inhibidor de la recaptación de dopamina.
- Levodopa: precursor de la dopamina, nootrópico general, antidepresivo.
- Anfetamina: agonista indirecto de los receptores presinápticos para noradrenalina (NA) y dopamina (DA) a nivel del sistema nervioso central.
- Metanfetamina.
- Lisdexanfetamina.
- Teanina: aminoácido psicoestimulante análogo del L-glutamato y la L-glutamina que se encuentra en la planta de té Camellia sinensis; es capaz de cruzar la barrera hematoencefálica; aumenta los niveles de dopamina, serotonina y Ácido γ-aminobutírico en el cerebro; promueve la producción de ondas alfas (relajación sin perder la vigilia); mejora la memoria, la atención y el aprendizaje; alivia la ansiedad y el estrés.
- Yohimbina: alcaloide derivado de la corteza del árbol Pausinystalia johimbe. Incrementa los niveles de dopamina estriatal y noradrenalina hipocampal,,[67] aunque se desconoce el mecanismo; es además afrodisíaco; la yoimbina plantea algunos riesgos para la salud por sus efectos secundarios: es un neuro-paralítico que retrasa la respiración e induce la acidosis, algunos síntomas de los cuales son malestar, náuseas, y vómitos; está contraindicado para personas que consumen vitaminas o alimentos ácidos.
- Tirosina (requiere la vitamina B6 y la vitamina C): aminoácido precursor a la dopamina, nootrópico general, antidepresivo, reductor del sueño.
- Fenilalanina (requiere la vitamina B6 y la vitamina C): aminoácido esencial. Precursor a la dopamina, nootrópico general, antidepresivo, reductor del sueño.
- Vitamina C: mejora la elasticidad e integridad cardiovascular, estabilizador de la membrana y antioxidante importante (protege las células cerebrales y previene la apoptosis); cofactor en la producción de los neurotransmisores dopamina y serotonina.
- Vitamina B6: cofactor usado por el organismo para producir dopamina, así como otros neurotransmisores (serotonina, noradrenalina, adrenalina y GABA).

### GABAérgicos
- Picamilon: suplemento dietético desarrollado en Rusia resultante de la combinación de niacina con GABA con propiedades vasodilatadoras y ansiolíticas. Indicado para alteraciones en el flujo sanguíneo cerebral y vasoneurosis, depresión y astenia, entre otras.
- Fenibut: agente psicoactivo gabaérgico artificial análogo del neurotransmisor ácido γ-aminobutírico (GABA). Se usa como ansiolítico y como nootrópico.
- Gabapentina: fármaco antiepiléptico y GABA-érgico utilizado para tratar el dolor neuropático, las neuralgias y las migrañas. También posee actividad eutimizante para el tratamiento del trastorno bipolar. Tiene utilidad limitada en el tratamiento de los trastornos de ansiedad y depresión.
- Pregabalina: antiepiléptico análogo de GABA, indicado para el tratamiento del trastorno de ansiedad generalizada.
- Ácido valproico.
- L-glutamina.
- Ácido γ-hidroxibutírico.
- Teanina.
- Valeriana officinalis.
- Melissa officinalis: ansiolítico y antidepresivo. Mejora el humor, el rendimiento cognitivo, y alivia el estrés. En ciertos estudios se ha probado su utilidad en pacientes con alzhéimer.
- Esculetaria de Virginia (Scutellaria lateriflora).
- Ashwagandha (Withania somnifera), también conocida como ginseng indio: sedante y adaptógeno usado como tónico para normalizar procesos del cuerpo y para reducir la tensión y la ansiedad.
- Inositol (vitamina-B8), como sustancia con efecto ansiolítico: funciona como un segundo mensajero para muchos neurotransmisores. Se cree que produce por sí misma sustancias ansiolíticas mejorando el atascamiento de los gabaérgicos hacia los receptores GABA. El inositol es un hidrato de carbono, y es por tanto una fuente de energía alternativa para los tejidos finos del cerebro y del músculo. Estabiliza la glucemia; se puede utilizar para endulzar té en vez del azúcar. Es también un estabilizador de la membrana que puede consolidar (y por lo tanto ayudar a proteger) las neuronas. Sinérgico con la colina.

### Adaptógenos
- Rhodiola rosea: eleva el humor, alivia la depresión. Promueve la energía mental y la resistencia; reduce la fatiga.
- Eleutherococcus senticosus (ginseng de Siberia): adaptógeno ante la ansiedad o el estrés; normaliza la tensión física y las repercusiones mentales.
- Panax ginseng (ginseng coreano): estimulante vasomotor y del sistema nervioso, con propiedades antiestrés, tónico-revitalizante, depurativo, antianémico e hiperglucemiante. Se le atribuyen propiedades para combatir la pérdida de memoria, la fatiga física y mental y mejorar el humor depresivo.
- Sutherlandia frutescens: hipoglucemiante; promueve la salud digestiva y es un tónico sistémico; posible efecto detoxificante hepático y sanguíneo.

## Estimulantes
En 2015, una revisión sistemática y un metaanálisis de investigación clínica en humanos estableció el consenso de que ciertos estimulantes, solo cuando son usados en bajas concentraciones terapéuticas, potencia la función cognitiva en la población general. En particular los fármacos que han demostrado efectos potenciadores en humanos son aquellos que actúan como agonistas directos o indirectos del receptor D1 de la dopamina, del adrenorreceptor A2, o ambos receptores en la corteza prefrontal. Dosis relativamente altas de estimulantes resultan en un déficit cognitivo.
Los estimulantes son sustancias que mejoran la agilidad mental, atención, concentración, y resistencia psíquica. La dextroanfetamina, metilfenidato y modafinilo son fármacos prescritos en casos de narcolepsia, TDAH y ciertos casos de obesidad y usadas como píldoras antifatiga o eugeroicos (es el caso del modafinilo) por los pilotos en las fuerzas armadas. Estos también aumentan la vigilancia, la concentración, la resistencia física y mental y el impulso sexual. Sus efectos psicoestimulantes están relacionados con la actividad dopaminérgica y noradrenérgica como en el caso del metilfenidato. Son altamente adictivos (salvo el modafinilo que actúa bajo otro mecanismo) y tienen diversos efectos secundarios. El uso personal debe ser bajo estricto control médico sobre todo en el caso de la dextroanfetamina.
Las anfetaminas, en concreto Adderall, dextroanfetamina, and lisdexanfetamina, agonistas del receptor TAAR1 que imitan el efecto de la fenilamina y N-metilfenetilamina endógenas. Las revisiones sistemáticas y estudios de metaanálisis indican que estas anfetaminas benefician un rango de aspectos de control cognitivo (por ejemplo, control de atención, control inhibitorio, memoria episódica, memoria de trabajo, entre otros) en la población general, y estas afectan de forma notable especialmente en individuos afectados del TDAH. En particular, un metaanálisis de 2015 de alta calidad evidenció que dosis terapéuticas de estas anfetaminas y metilfenidato incrementan el rendimiento de la memoria de trabajo, la memoria episódica, y el control inhibitorio en población adulta en buen estado de salud. También mejora la asignación de relevancia (saliency, la motivación para rendir en la tarea) y el rendimiento en tareas tediosas que requieren un alto grado de esfuerzo.
- Metilfenidato: es un psicoestimulante que incrementa los niveles de dopamina y norepinefrina en el cerebro, mejora la concentración y está indicado en el trastorno por déficit de atención con hiperactividad y la narcolepsia.
- Metanfetamina: potente psicoestimulante indicadado en el tratamiento de la narcolepsia y del desorden caracterizado por déficit de atención (TDAH). Las indicaciones para narcolepsia y TDAH son reconocidas como terapéutica de segunda línea.
- Dextroanfetamina: psicoestimulante con las mismas indicaciones que la anterior.
- Adderall: mezcla de sales anfetamínicas (75% dextroanfetamina) con acción psicoestimulante indicadas en el tratamiento del trastorno de hiperactividad con déficit de atención (TDAH) y la narcolepsia. También se utiliza como potenciador cognitivo.
- Modafinilo: es un medicamento promotor de la vigilia (eugeroico) aprobado para el tratamiento de los trastornos de la vigilia, como la narcolepsia, trastorno de sueño por turno de trabajo y somnolencia diurna excesiva asociada con la apnea obstructiva del sueño.
- Armodafinilo: isómero del modafinilo, con los mismos efectos.
- Adrafinilo: profármaco eugeroico que se metaboliza a modafinilo. Estimula el sistema nervioso central; alivia la somnolencia y la falta de atención.
- Pemolina: psicoestimulante para el tratamiento del TDAH, narcolepsia e hipersomnia primaria, en estados depresivos y como agente antiasténico, en los estados de fatiga crónica.
- Café (contiene cafeína): el café elaborado con cerveza es alto en antioxidantes; hay otra variantes como el café de habas.
- Yerba mate (Ilex paraguariensis): contiene diversas xantinas estimulantes.
- 1,3 dimetilamilamina (DMAA): estimulante del sistema nervioso central.
- Nuez de cola (Cola acuminata): estimulante del sistema nervioso central (comparable al café o té pero de efecto más suave), combate la astenia y tiene efecto cardiotónico.
- Guaraná (Paullinia cupana): arbusto amazónico que contiene cafeína, teofilina y teobromina, que le confieren sus propiedades psicoactivas, energizantes y reductoras de la fatiga.
- Ilex guayusa: las hojas contienen cafeína, teobromina y cantidades menores de teofilina y otras xantinas; el extracto etanólico de las hojas estimula el sistema nervioso central y simpático.[75]
- Nuez vómica (Strychnos nux-vomica): su extracto es letal, a dosis bajas. Actualmente, no tiene ninguna indicación por su peligrosidad, pero en la medicina ayurvédica y la homeopatía se usa para tratar la astenia y la hipotensión, a dosis decimales.
- Bupropión: fármaco psicoestimulante y antidepresivo, perteneciente a la clase de inhibidores de la recaptación de dopamina y noradrenalina. Se utiliza fuera de indicación para el TDAH. Incrementa la concentración, la motivación y el humor.
- Anfetamina: fármaco.
- Alcaloides: psicoactivos; en general, estimulan el sistema nervioso central:

1. Cafeína: presente en el café, té, yerba mate, guaraná, cacao y nuez de cola, entre otros. Mejora la concentración, producción de ideas y la codificación de la memoria; la cafeína es la sustancia psicoactiva más utilizada del mundo, y es muy adictiva.
2. Teofilina: se encuentra en el té negro, té verde y yerba mate.
3. Teobromina: se localiza en el cacao, guaraná y yerba mate
4. Nicotina: alcaloide estimulante extraído del tabaco; atraviesa la barrera hematoencefálica; mejora la concentración; imita al neurotransmisor acetilcolina, provocando la liberación de dopamina; provoca una severa adicción y tiene efectos de rebote indeseados.
5. Cocaína (contenida en la hoja de coca): estimulante del sistema nervioso central y supresor del apetito; a bajas dosis (0,1 mg/kg) mejora la memoria,[76] mientras que en altas dosis es altamente adictiva y perjudica seriamente la salud. En algunos países de Sudamérica la hoja de coca se acostumbra a tomarla en una infusión, llamado mate de coca, cuyo contenido en cocaína es ínfimo.

## Psicotrópicos con efectos nootrópicos
- LSD (droga psicodélica): en dosis pequeñas (1 µg) tiene efectos similares al mesilato ergoloide. Sobredosis y efectos secundarios: produce embriaguez, efectos alucinógenos y enteogénicos en dosis de hasta 20-30 μg, con la probabilidad de padecer graves consecuencias mientras se aumenta la dosis si estos efectos son indeseados. Puede también causar cambios cognitivos, sinestesia, y retrocesos cognoscitivos. La droga a veces a largo plazo cambia la personalidad del paciente y la perspectiva de la vida.
- Marihuana: sus efectos psicoactivos se deben al tetrahidrocannabinol (THC). Incrementa la creatividad y la introspección.[77] Su abuso afecta a la memoria de corto plazo.[78] A altas dosis o su abuso continuado puede provocar confusión, paranoia, episodios psicóticos y otras reacciones adversas.[79]
- MDMA (éxtasis): agonista serotoninérgico y dopaminérgico, incrementa la actividad física y mental, pero deja un estado de gran fatiga después.
- Ketamina.
- Psilocibina y su metabolito psilocina.
- Anfetamina, metanfetamina y otros derivados de acción dopaminérgica.
- MDPV (metilendioxipirovalerona): droga psicoactiva con propiedades estimulantes que actúa como inhibidor de la recaptación de la noradrenalina y dopamina.
- 4-metilaminorex: tiene los efectos de la metanfetamina pero de mucha más duración.
- 2C-T-7: es una feniletilamina psicodélica de la familia 2C que muestra efectos nootrópicos a bajas dosis de 1-10 mg, y puede ser útil para este propósito de una forma similar al LSD, lo que demuestra que es un estimulante modesto.
- 2C-I: es una feniletilamina psicodélica de la familia 2C que muestra efectos nootrópicos y estimulantes a bajas dosis de 1-12 mg.
- 2C-D: es una feniletilamina psicodélica de la familia 2C que muestra efectos nootrópicos a bajas dosis de 1-10 mg.
- 2C-C: es una feniletilamina psicodélica de la familia 2C que muestra efectos nootrópicos y anti anxiedad a bajas dosis de 1-14 mg.

## Miscelánea
- BMY 21502: nootrópico en fase experimental, con potencial de mejora de la cognición en pacientes con Alzheimer y demencia.[80]
- Dehidroepiandrosterona (DHEA): aunque se ha sugerido que la suplementación con DHEA puede mejorar la función cognitiva y habiéndose investigado su utilidad para mitigar síntomas de la enfermedad de Alzheimer,[81] no existe evidencia concluyente de su eficacia,[82] y no se recomienda su uso en la enfermedad de Alzheimer.[83]
- Fipexida: fármaco psicoactivo familia de las piperazinas, utilizado en Francia e Italia como agente nootrópico, principalmente para tratar la demencia senil; químicamente es similar a la centrofenoxina; tiene efectos similares al piracetam; protege contra algunos productos químicos que dañan la memoria como el ácido dietilditiocarbomato y la clonidina.[33]
- Emoxipina: fármaco de acción antioxidante desarrollado en Rusia, empleado para una amplia variedad de indicaciones, entre las cuales destaca su actividad ansiolítica, anti-estrés, anticonvulsiva, nootrópica, neuroprotectora y antiinflamatoria.
- Gerovital H3: polémico preparado farmacéutico con presuntas propiedades antienvejecimiento y antiseniles.
- Centella asiatica (hierba y raíz): tiene efecto neuroprotector, gabaérgico, glutamatérgico, estimulante de la neurogénesis, ansiolítico y antidepresivo.
- Meclofenoxato: fármaco colinérgico utilizado para tratar los síntomas de la demencia senil y la enfermedad de Alzheimer. Muestra un perfil ansiolítico en ensayos clínicos con roedores y posiblemente también en seres humanos[cita requerida]. Como la fipexida, protege contra los químicos que deterioran la memoria, tales como el dietilditiocarbamato y la clonidina. Como muchos racetamos, puede tratar el síndrome alcohólico fetal.[33][35][66]
- Nimodipina: indicada para prevenir hemorragias cerebrales; mejora el metabolismo cerebral.
- Ondansetrón: además de sus propiedades anticonvulsivas muestra cierta actividad nootrópica mejorando la memoria.
- Fenitoína: antiepiléptico, indicado para el control del nerviosismo y de la depresión.
- Betabloqueadores, como el propranolol, que puede mejorar el rendimiento cognitivo en situaciones de estrés, ansiedad o miedo escénico.
- Ácido piroglutámico: ha mostrado en algunos estudios una débil actividad nootrópica (Gouliaev y Senning, 1994). Se presenta de forma natural en muchos alimentos y en el cerebro de los mamíferos.
- Hormona del crecimiento o somatotropina: su carencia se asocia a trastornos de la función cognitiva.
- Sulbutiamina (fármaco neurotropo): molécula sintética que imita la tiamina, con efectos más potentes. Aumenta la resistencia a la fatiga física e intelectual y realza la memoria. Indicada para la astenia, trastornos psicosomáticos, apatía y bajo rendimiento intelectual.[84]
- Pirisudanol: psicoanaléptico utilizado en Europa para tratar el deterioro cognitivo leve, fatiga y depresión. Químicamente es una mezcla sintética de piridoxina y deanol
- Hormona antidiurética (o vasopresina): es una hormona producida naturalmente por el hipotálamo que también funciona como neurotransmisor. Disminuye rápidamente el síndrome crónico de apatía y el agotamiento al tener efectos vasoconstrictores. Fomenta la memoria y el aprendizaje.
- Desmopresina (fármaco): análogo de la vasopresina.

## Alimentos y suplementos
- Nueces: en particular, las de los nogales son ricas en ácido alfa-linolénico (ALA), un tipo de ácido graso omega-3. Una mezcla de nueces servida con pedazos de frutos secos es conocida en algunos lugares como el alimento del estudiante (orig. Alemán: Studentenfutter) y allí popularmente se recomienda como bocado para los estudiantes y otras personas cuyo trabajo exija rendimiento intelectual.
- Ácidos grasos omega 3: los ácido grasos eicosapentaenoico (EPA) y docosahexaenoico (DHA) son los más conocidos. El EPA en particular, tiene funciones anti-depresivas y está indicado positivamente para casos de autismo y problemas de aprendizaje.
  - Aceite de pescado, como el del salmón o el atún fresco (no el atún en conserva): son también fuentes de ácido graso omega-3, como el ácido eicosapentaenoico (EPA) o el ácido docosahexaenoico (DHA), cuya carencia en una dieta saludable se ha asociado al riesgo creciente de padecer enfermedades mentales tales como la depresión, el comportamiento agresivo, la esquizofrenia o la hiperactividad en niños.[85][86] Niveles bajos de ácidos grasos omega-3 pueden causar disminución del rendimiento cognitivo en aspectos tales como memoria visual, función ejecutiva, resolución de problemas, multitarea y pensamiento abstracto, así como una disminución en el volumen del cerebro.[87]
  - Aceite de kril: el consenso entre los expertos es que el aceite de kril extraído en frío aumenta el índice-HS-Omega-3, que mide la cantidad de ácidos grasos Omega-3 EPA y DHA, en mayor medida que el aceite de pescado puesto que los ácidos grasos eicosapentaenoico (EPA) y docosahexaenoico (DHA) del aceite de kril son más biodisponibles.[88]
- Levadura de cerveza (Saccharomyces cerevisiae): indicada para situaciones de desgaste mental por ansiedad, depresión o estrés. Alto contenido en vitaminas del grupo B (B1, B2, B3, B6), que intervienen en diversas funciones neurológicas, además de minerales como el fósforo y magnesio de especial interés en la salud cerebral, y proteínas de alta calidad.[89]
- Fosfolípidos.
  - Lecitina de soja: alto contenido en fosfolípidos, entre ellos la fosfatidilcolina (alrededor del 30 % del total de fosfolípidos) y la fosfatidilserina (3 % del total de fosfolípidos).[90] La fosfatidilserina en concreto forma parte de los fosfolípidos que usualmente se mantienen en la monocapa lipídica interior, lado citosólico, de las membranas celulares, mediante la enzima flipasa. Sin embargo se ha puesto en entredicho sus efectos en la mejora de la cognición en algunos informes científicos.[91]
  - Fosfatidilcolina: elemento esencial para la formación de las membranas celulares. Precursor de la acetilcolina. Se encuentra en gran concentración en el cerebro. En pruebas con roedores afectados por demencia la aplicación de fosfatidilcolina mejoró la memoria al incrementar la concentración de acetilcolina.
  - Fosfatidilserina: fosfolípido que se genera de forma endógena en el cerebro. Contribuye al mantenimiento de las membranas celulares. Estimula la secreción de neurotransmisores, como la acetilcolina y la dopamina. Reduce la pérdida relativa de la memoria por la edad y promueve la concentración.
- Taurina.